# Апидомы
Апи́домы (бел. Апідамы) — деревня в Поставском районе Витебской области Белоруссии в 9 км от городского посёлка Лынтупы. Входит в состав Лынтупского сельсовета. Население — 17 человек (2019).

## История
Апидомы известны с начала XVIII века, когда на территорию Речи Посполитой начали перемещаться первые старообрядцы. В начале XVIII века в деревне были основаны старообрядческая община и кладбище. До 1795 года — в Ошмянском повете Виленского воеводства, деревня в имении Полесье помещика Позняка (Лынтупский приход).
С 1795 года — в составе Российской империи, деревня в Лынтупской волости Свенцянского уезда. По материалам 5-й ревизии податного населения Российской империи 1795 года в Апидомах проживало 57 человек русской национальности (старообрядцев) — 27 мужского пола и 30 женского.
В 1830-е годы была построена Апидомская старообрядческая церковь.
Начиная с конца 1860-х годов, после отмены крепостного права, в деревне начали поселяться также белорусы и поляки, ранее проживавшие в имении Полесье.
В 1921—1939 годах — в составе Польши, в Свенцянском повете, в деревне была образована польская школа.
В результате Польского похода Красной армии (1939) Апидомы вошли в состав БССР, деревня в Поставском районе. В 1941—1944 годах находилась в немецкой оккупации.
С 1944 года и до 1991 года — в составе БССР. До 1980-х годов в Апидомах работала основная школа и магазин.
С 1991 года — в составе Республики Беларусь. В 1991—2004 годах деревня была в составе Полесского сельсовета Поставского района, с 2004 года — в составе Лынтупского сельсовета.

## Достопримечательности
- Апидомская старообрядческая церковь — изначально построена в конце XVIII века, восстановлена после пожара в 1920—1921 годах.
- Старообрядческое кладбище — основано в начале XVIII века.
- Могила партизана и жертв нацизма — на могиле захоронен партизан Рысев, погибший при исполнении боевого задания, а также его жена и сестра, убитые гитлеровцами[4].